# 3163 Randi
3163 Randi è un asteroide della fascia principale. Scoperto nel 1981, presenta un'orbita caratterizzata da un semiasse maggiore pari a 2,3935614 UA e da un'eccentricità di 0,3351332, inclinata di 3,08800° rispetto all'eclittica.
L'asteroide è dedicato al divulgatore scientifico canadese, naturalizzato statunitense, James Randi.